# Gayageum
Gayageum (kor. 가야금), gayago – tradycyjny instrument muzyczny Korei, chordofon szarpany.

## Historia
Nazwa instrumentu pochodzi od słów Gaya i geum (lub go). Drugi człon znaczy struna, zaś pierwszy – Gaya – jest nazwą królestwa. Według opowieści, gayageum skonstruował jeden z władców królestwa Gashil około VI w. Jednak odkrycia archeologiczne wskazują, że gayageum jest instrumentem znacznie starszym, istniejącym już w I w. p.n.e. Do Korei prawdopodobnie dotarł z Chin, a jego protoplastą mógł być chiński guqin.

## Budowa instrumentu
Gayageum jest rodzajem cytry. Wygięta wzdłuż deska z drewna drzewa paulownii (Odong Namu) spełnia rolę płyty rezonansowej. Na płycie rozpięte jest dwanaście jedwabnych strun. Opierają się one na dwunastu ruchomych podstawkach (Anjok).

## Technika gry i zastosowanie instrumentu
Technika gry polega na przyciskaniu strun palcami lewej ręki przy jednoczesnym wykonywaniu określonych ruchów (np. wibrowania czy potrząsania strunami). Prawa ręka szarpie struny. Brzmienie instrumentu jest delikatne i łagodne. Gayageum może występować zarówno w zespole, jak i solo. Może być instrumentem akompaniującym do śpiewu.

## Formy instrumentu
Istnieją dwie zasadnicze formy instrumentu: pungryu-gayageum i sanjo-gayageum. Pierwszy z nich jest wersją tradycyjną. Drugi ma mniejsze rozmiary i jego powstanie związane było z potrzebą grania na gayageum utworów w tempie szybkim, zwłaszcza ludowych (co ułatwiają bliżej ułożone struny w wersji sanjo). Jeszcze bardziej współczesne wersje mają zwiększoną liczbę strun - 13, 17, 18, 21, 22 lub 25, co poszerza ich skalę. Również tradycyjne jedwabne struny czasem zastępuje się miedzianymi, co wzmacnia brzmienie.